# Råslätts SK
Råslätts SK, bildad 31 januari 1970, är en sportklubb från bostadsområdet Råslätt i Jönköping. Råslätts SK utövar främst fotboll men hade de första åren även ishockey, bland annat i form av pojklag under det tidiga 1970-talet, och damsektion på programmet.
Klubben började i Division 6, och pekades av en svensk kvällstidning ut som”Sveriges sämsta fotbollslag”, men 1978 vann de Division 6 och kom snart på andra plats i Division 5, två säsonger i rad, och generationen födda 1968 fick upp laget ännu högre.
1991 och 1992 deltog fotbollsherrarna i Division II  (då nivå tre i seriesystemet) och 1993 i division III (då nivå fyra) och dessa år, 1991–1993, hette klubben "FC Jönköping". Från Röda stjärnan i tidigare Jugoslavien värvade man Predrag Radosavljević, som senare spelat för bland andra Everton FC, Portsmouth FC och USA:s landslag i VM 1998 i Frankrike. 1992 åkte man ur dåvarande Division II och höll sig kvar i Division III (dagens Division II) året därpå men på grund av ekonomiska problem begärde klubben nedflyttning i seriesystemet efter 1993 års säsong, och hamnade 1994 i Division V under det nygamla namnet "Råslätts SK".
Efter några år i Division 5 och 6 spelar Råslätt nästa säsong i Division 4 elit, efter att laget åkt ut ur Division 3.
Efter säsongen 2012 slutade Råslätts SK på första plats i division III Sydvästra Götaland och åkte därmed upp till division 2 Västra Götaland och kommer spela där 2013.